# Glossopelta
Glossopelta is een geslacht van wantsen uit de familie van de Reduviidae (Roofwantsen). Het geslacht werd voor het eerst wetenschappelijk beschreven door Handlirsch in 1897.

## Soorten
Het genus bevat de volgende soorten:

- Glossopelta acuta Handlirsch, 1897
- Glossopelta dudgeoni Distant, 1904
- Glossopelta harmandi Handlirsch, 1897
- Glossopelta laotica Rabitsch, 2004
- Glossopelta lineolata Distant, 1909
- Glossopelta montandoni Handlirsch, 1897
- Glossopelta praerupta Maa & Lin, 1956
- Glossopelta radiola Maa & Lin, 1956
- Glossopelta rhodiola Maa & K. Sh. Lin, 1956
- Glossopelta tridens Maa & Lin, 1956
- Glossopelta truncata Distant, 1903